# Hitzemauer

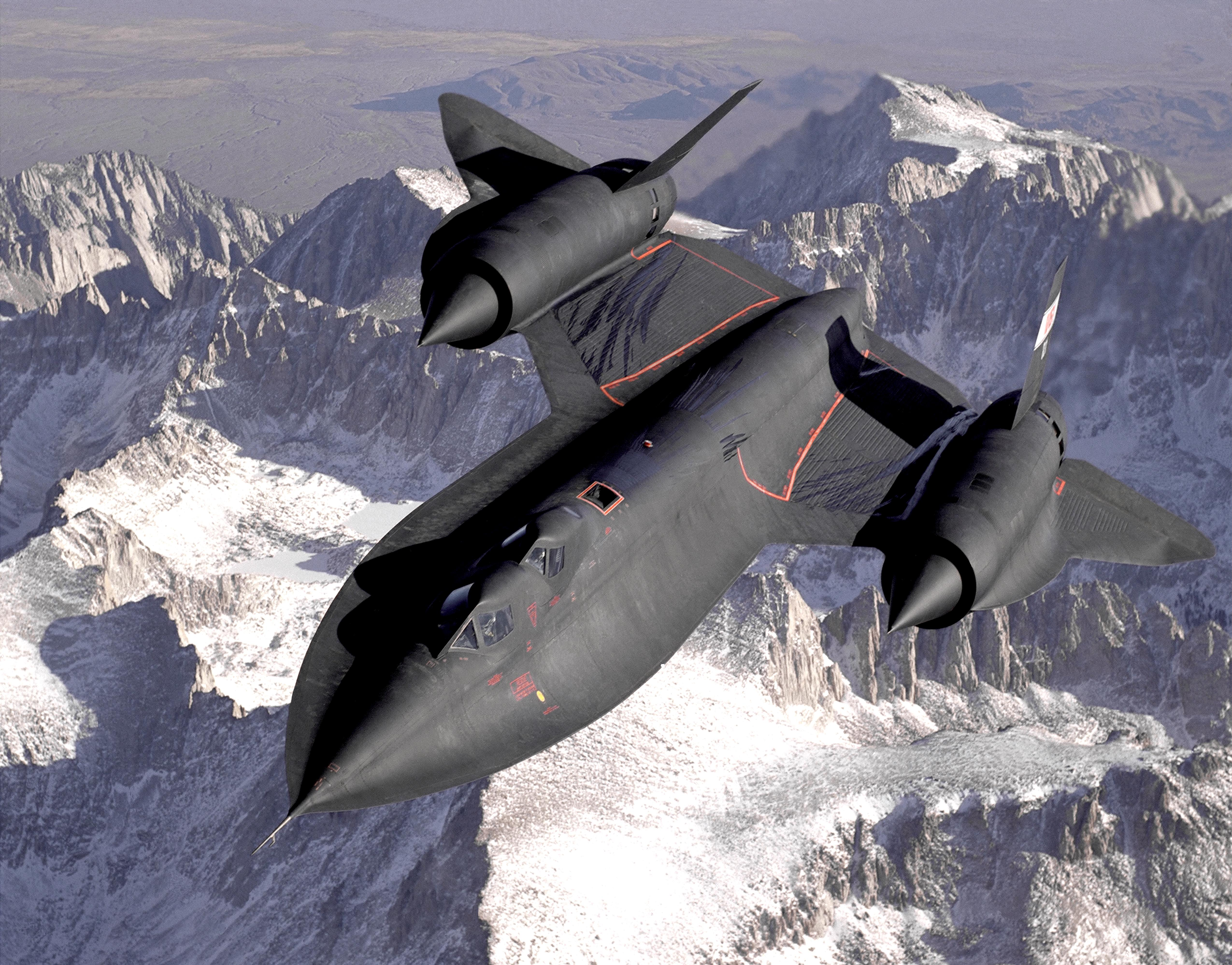
SR-71, Einsatz von Titan zur Bewältigung der Hitzeentwicklung

Im Flugzeugbau steht der Begriff der Hitzemauer (englisch heat barrier) für die technischen Probleme, die durch die starke Erwärmung des Flugzeugkörpers auftreten. Der Begriff ist eine Analogbildung zu Schallmauer, steht allerdings im Gegensatz zu dieser nicht für eine fixe Anströmgeschwindigkeit, sondern für einen Geschwindigkeitsbereich.
Die Lösung des Erwärmungsproblems wird das bestimmende Element bei Konstruktionen für den Bereich oberhalb Mach 2 (typisch Mach 2,6–2,8). Die Temperatur der Hülle bei der jeweiligen Geschwindigkeit hängt wesentlich von der Form des Flugkörpers ab. Zu den konstruktiven Maßnahmen zur Überwindung der „Hitzemauer“ zählt die Verwendung druck- und hitzefester Materialien wie Titan oder Niob. Weitere Möglichkeiten sind die Verwendung von hitzefesten Kunststoffen und insbesondere die aktive Kühlung, etwa durch den Treibstoff so wie bei der mit Mach 3,3 fliegenden SR-71.
Im idealen Gas mit konstanter spezifischer Wärmekapazität {\displaystyle c_{p}} erhöht sich die Gastemperatur am Anströmpunkt, an dem das Gas von der Anströmgeschwindigkeit c auf {\displaystyle c=0} adiabat verzögert wird, um {\displaystyle {\tfrac {c^{2}}{2c_{p}}}}. Die Temperaturerhöhung wächst also beim Aufstau an festen Konturen quadratisch mit der Anströmgeschwindigkeit. Bei Mach > 3 treten allerdings Realgaseffekte ein, wobei sich die Wärmekapazität {\displaystyle c_{p}} verändert. Dadurch wächst die Temperaturerhöhung jenseits von Mach 3 nicht mehr quadratisch mit der Anströmgeschwindigkeit.